# Sgeir Caillich
Sgeir Caillich (gälisch für „Schäre der alten Frau“) ist eine unbewohnte Insel, die durch ihre Lage im Loch Creran, einem Nebenarm des Loch Linnhe, im weiteren Sinne zu den Inneren Hebriden gezählt werden kann.

## Lage
Caillich liegt in der Nähe der Mündung des Lochs zwischen der Insel Eriska und Rhugarbh vor dem Weiler South Shian knapp einhundert Meter vor der Küste. Sie erstreckt sich 386 Meter in Nord-Süd-Richtung und etwa 40 Meter in Ost-West-Richtung.

## Geografie
Die Insel besteht aus drei Erhebungen, von denen die küstennächste die kleinste und die entfernteste die größte darstellt. Die erste, nächste, ist auch die niedrigste. Sie erhebt sich etwa eineinhalb Meter über den Meeresspiegel. Die dritte, größte, ist bei normalem Pegelstand etwa vier Meter hoch. Bei Flut ist die Verbindung zwischen den Erhebungen überschwemmt, bei Niedrigwasser hängen sie zusammen. Ist der Pegel extrem niedrig, ist es sogar möglich, zu Fuß zur Insel zu gelangen. Auf der Westseite der zweiten Erhebung gibt es eine kleine natürliche Bucht, in der bei Normalpegel mit einem Boot angelegt werden kann.

## Flora und Fauna

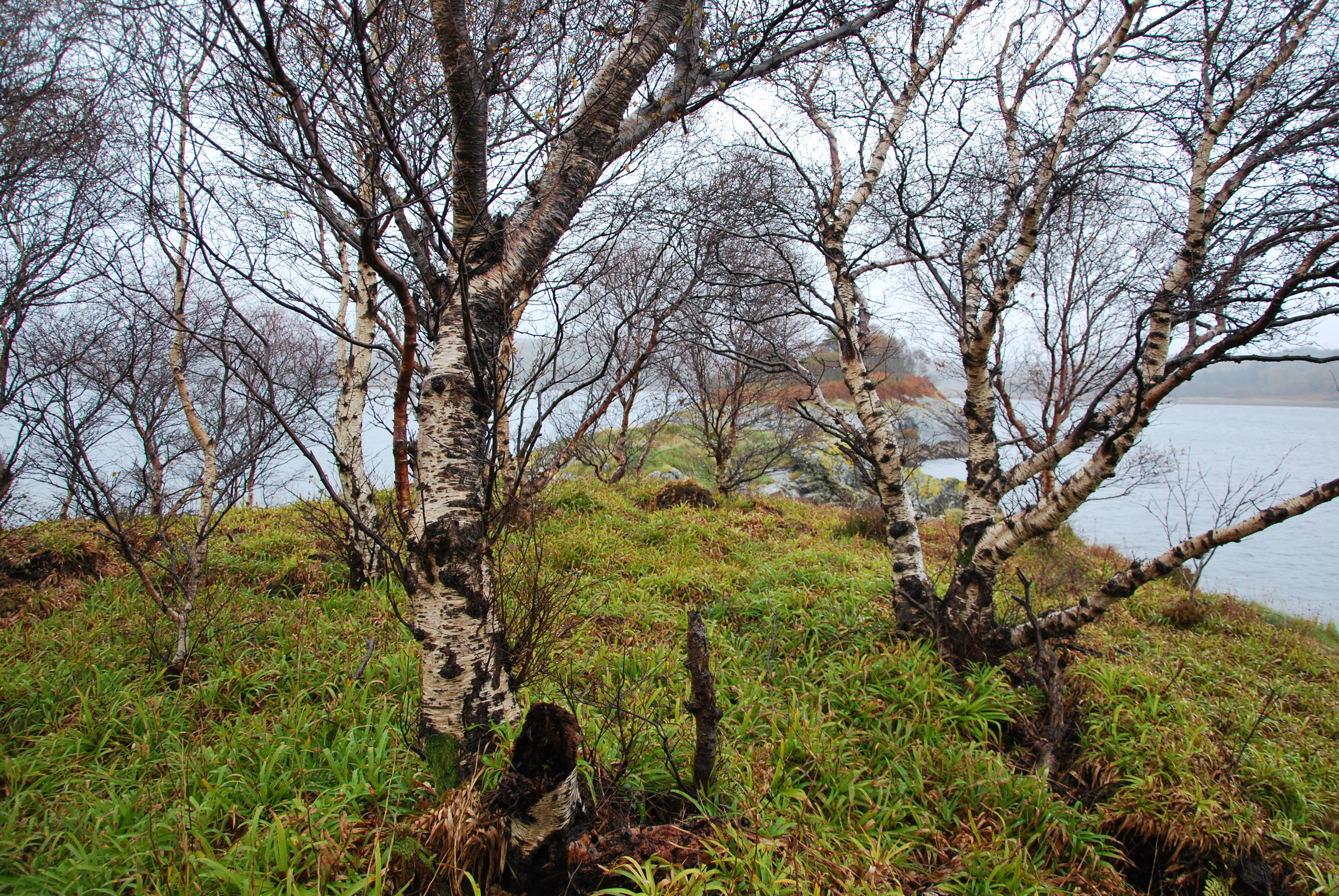
Birkenwäldchen auf der zweiten Erhebung

Die erste Erhebung ist nur mit niedrigem Gras bewachsen. An den Rändern fallen alle Inseln felsig zum Wasser hin ab. In den Pfützen, die das abfließende Wasser bei Hochwasser hinterlässt, finden sich hier Algen und kleine Krabben. Das südliche Ende der zweiten Erhebung ist ebenfalls von Gras und niedrigen Büschen geprägt. Weiter nördlich gibt es ein kleines, lichtes Birkenwäldchen. Die dritte Erhebung bietet auch größeren Bäumen Platz: Hier finden sich auch große Nadelbäume. Sie stellt allerdings auch die einzige Erhebung dar, die nicht ohne Weiteres betretbar ist, da sie komplett von dichtem Farn bewachsen ist.

## Bedeutung
An der Südseite, zum Ufer hin, befindet sich aufgrund des flachen Wassers eine Austernzucht in Tischkultivierung. Früher befanden sich auf der Westseite der zweiten Erhebung auch Ketten und Materialien zum Festmachen von Schiffen, diese sind aber mittlerweile verrostet und nicht mehr benutzbar.